# Solapur (Distrikt)
Der Distrikt Solapur (Marathi: सोलापूर जिल्हा) ist einer von 35 Distrikten des Staates Maharashtra in Indien.
Die Stadt Solapur (Sholapur) ist Verwaltungssitz des Distrikts. Die letzte Volkszählung im Jahr 2011 ergab eine Gesamtbevölkerungszahl von 4.317.756 Menschen.

## Geschichte
Von vorchristlicher Zeit bis ins Jahr 1347 wurde das Gebiet – wie die ganze Region – von diversen buddhistischen und hinduistischen Herrschern regiert. Der erste namentlich bekannte Staat war das Maurya-Reich, die letzte nichtmuslimische Dynastie waren die Yadavas von Devagiri.
Nach jahrzehntelangen militärischen Auseinandersetzungen mit muslimischen Regenten im Norden Indiens erfolgte ab 1294 die schrittweise Besetzung durch muslimische Heere. Danach herrschten bis 1795 verschiedene muslimische Dynastien (Sultanat Delhi, Bahmani, Dekkan-Sultanate, die Grossmoguln und der Nizam von Hyderabad). Ab 1700 wurde das Gebiet Schritt für Schritt Teil des hinduistischen Marathenreichs. Nach der Niederlage der Marathen gegen die Briten kam es zum Britischen Empire, genauer zur britischen Verwaltungsregion Bombay Presidency. 1822 übertrug der Nizam weitere 232 Dörfern an den Distrikt Sholapur, der bis 1838 ein Sub-Distrikt des Distrikts Ahmednagar war. Nach dem Tod des Letzten Raja von Satara kamen 1848 weitere 488 Dörfer zum Distrikt. 1864 bis 1869 verschwand der Distrikt Sholapur ganz von der Karte. 1869 wurde er in veränderter Form neu gegründet und 1875 um einige Gebiete erweitert. Mit der Unabhängigkeit Indiens 1947 und der Neuordnung des Landes wurde es 1950 Teil des neuen Bundesstaats Bombay State. Zwischen 1947 und 1950 wuchs der Distrikt durch die Eingliederung von Teilen diverser Prinzenstaaten und durch Abtretung einiger Gebiete vom Hyderabad-Staat. Im Jahre 1960 wurde Bombay State geteilt und das Gebiet kam zum neu geschaffenen Bundesstaat Maharashtra.

## Bevölkerung

### Bevölkerungsentwicklung
Wie überall in Indien wächst die Einwohnerzahl im Distrikt Solapur seit Jahrzehnten stark an. Doch verlangsamte sich das Wachstum in den Jahren 2001–2011 auf rund 12 Prozent (12,16 %). In diesen zehn Jahren nahm die Bevölkerung dennoch um fast 470.000 Menschen zu. Die genauen Zahlen verdeutlicht folgende Tabelle:

### Bedeutende Orte
Einwohnerstärkste Ortschaft des Distrikts ist Solapur (Sholapur) mit über 950.000 Bewohnern. Weitere bedeutende Städte mit einer Einwohnerschaft von mehr als 25.000 Menschen sind Barshi, Pandharpur, Akkalkot, Akluj und Sangole. Die städtische Bevölkerung macht nur 32,40 Prozent der gesamten Bevölkerung aus.

### Bevölkerung des Distrikts nach Bekenntnissen
Eine klar überwiegende Mehrheit der Bevölkerung sind Hindus. Zahlenmäßig bedeutende Minderheiten bilden die Muslime und Buddhisten. Die genaue religiöse Zusammensetzung der Bevölkerung zeigt folgende Tabelle:
| Jahr                                | Buddhisten | Buddhisten | Christen | Christen | Hindus    | Hindus  | Jainas | Jainas | Muslime | Muslime | Sikhs | Sikhs  | Andere | Andere | keine Angaben | keine Angaben | Total     | Total    |
| Jahr                                | Zahl       | %          | Zahl     | %        | Zahl      | %       | Zahl   | %      | Zahl    | %       | Zahl  | %      | Zahl   | %      | Zahl          | %             | Einwohner | %        |
| ----------------------------------- | ---------- | ---------- | -------- | -------- | --------- | ------- | ------ | ------ | ------- | ------- | ----- | ------ | ------ | ------ | ------------- | ------------- | --------- | -------- |
| 2001                                | 38.497     | 1,00 %     | 9.625    | 0,25 %   | 3.386.955 | 87,98 % | 27.904 | 0,72 % | 377.579 | 9,81 %  | 2.752 | 0,07 % | 1.438  | 0,04 % | 4.793         | 0,12 %        | 3.849.543 | 100,00 % |
| Quelle: Volkszählung in Indien 2001 |            |            |          |          |           |         |        |        |         |         |       |        |        |        |               |               |           |          |

### Bevölkerung des Distrikts nach Sprachen
Eine klar überwiegende Mehrheit von rund 72 Prozent der Bevölkerung spricht Marathi. Allerdings gibt es einige größere Minderheiten. Bedeutendste sprachliche Minderheiten mit mehr als 100.000 Muttersprachlern sind Kannada, Urdu, Telugu und Hindi. Marwari (Hindi-Dialekt mit Marathi-Einflüssen) und Lamani/Lambadi werden von jeweils über 20.000 Menschen gesprochen. Die genaue sprachliche Zusammensetzung der Bevölkerung zeigt folgende Tabelle:
| Jahr                                | Marathi   | Marathi | Kannada | Kannada | Urdu    | Urdu   | Telugu  | Telugu | Hindi   | Hindi  | Marwari | Marwari | Lamani/Lambadi | Lamani/Lambadi | Andere | Andere | Total     | Total    |
| Jahr                                | Zahl      | %       | Zahl    | %       | Zahl    | %      | Zahl    | %      | Zahl    | %      | Zahl    | %       | Zahl           | %              | Zahl   | %      | Einwohner | %        |
| ----------------------------------- | --------- | ------- | ------- | ------- | ------- | ------ | ------- | ------ | ------- | ------ | ------- | ------- | -------------- | -------------- | ------ | ------ | --------- | -------- |
| 2001                                | 2.776.855 | 72,13 % | 390.930 | 10,16 % | 214.365 | 5,57 % | 192.842 | 5,01 % | 151.061 | 3,92 % | 47.804  | 1,24 %  | 22.778         | 0,59 %         | 52.908 | 1,37 % | 3.849.543 | 100,00 % |
| Quelle: Volkszählung in Indien 2001 |           |         |         |         |         |        |         |        |         |        |         |         |                |                |        |        |           |          |